# Hjertekateterisation
Hjertekateterisation er en undersøgelse, der foretages med tynde plasticrør, katetre, der gennem en blodåre (en vene eller en pulsåre) indføres i hjertets hulrum. Trykket måles inde i hjertet, og man kan opnå nøjagtige oplysninger om passageforholdene i hjertets klappeapparat.